# Mössmurkling
Mössmurkling (Cudonia circinans) är en svampart som först beskrevs av Christiaan Hendrik Persoon, och fick sitt nu gällande namn av Elias Fries 1849. Mössmurkling ingår i släktet Cudonia och familjen Cudoniaceae.  Arten är reproducerande i Sverige. Inga underarter finns listade i Catalogue of Life.